# Кюрен
Кюрен (нім. Kühren) — громада в Німеччині, розташована в землі Шлезвіг-Гольштейн. Входить до складу району Плен. Складова частина об'єднання громад Прец-Ланд.
Площа — 16,81 км2. Населення становить 604 ос. (станом на 31 грудня 2020).